# Jongen als mij
Jongen als mij is een lied van het Nederlandse rapper KA. Het werd in 2022 als single uitgebracht en stond in hetzelfde jaar als achtste track op het album Recklezz.

## Achtergrond
Jongen als mij is geschreven door Ayoub Chemlali en Thijs van Egmond en geproduceerd door Thez. Het is een nummer dat past in de genres nederhop en trap. In het lied rapt KA over zijn extravagante levensstijl en hoe anderen naar hem opkijken. In de bijbehorende videoclip is acteur Ahmed Bouyaghroumni in zijn rol als Havik uit de televisieserie Mocro Maffia te zien.

## Hitnoteringen
De rapper had bescheiden succes met het lied in Nederland. Het piekte op de dertigste plaats van de Single Top 100 in de vier weken dat het in deze hitlijst te vinden was. De Top 40 en haar Tipparade werden niet bereikt.